# Светица (приток Лугоды)

Светица — река в России, протекает по территории Бабушкинского района Вологодской области. Устье реки находится в 14 км по правому берегу реки Лугода. Длина реки составляет 15 км. 
Исток находится в Светицком болоте в 7 км к западу от станции Илезка и в 57 км к северо-востоку от села имени Бабушкина. Крупнейшие притоки — Кобылья и Талка (оба - левые). Река протекает по заболоченной, лесистой и ненаселённой местности, генеральное направление течения — сначала на юг, после впадения Кобыльей - на запад. 

## Данные водного реестра
По данным государственного водного реестра России относится к Двинско-Печорскому бассейновому округу, водохозяйственный участок реки — Северная Двина от начала реки до впадения реки Вычегда, без рек Юг и Сухона (от истока до Кубенского гидроузла), речной подбассейн реки — Сухона. Речной бассейн реки — Северная Двина.
По данным геоинформационной системы водохозяйственного районирования территории РФ, подготовленной Федеральным агентством водных ресурсов: 
- Код водного объекта в государственном водном реестре — 03020100312103000008565
- Код по гидрологической изученности (ГИ) — 103000856
- Код бассейна — 03.02.01.003
- Номер тома по ГИ — 03
- Выпуск по ГИ — 0